# Coucal des Kaï
Centropus spilopterus
Espèce
Statut de conservation UICN

 LC  : Préoccupation mineure
Synonymes
- Centropus spilopterus

Le Coucal des Kaï (Centropus spilopterus) est une sous-espèce du Coucal faisan (Centropus phasianinus), une espèce d'oiseaux de la famille des Cuculidae.
Cette sous-espèce est endémique d'Indonésie (îles Kai, au sud-est des Moluques). Cette sous-espèce a autrefois été considérée comme une espèce à part entière, mais plusieurs travaux de recherches menés par Payne et Collar ont montré quelle était conspécifique au Coucal faisan.